# Adamov (Trutnov)
Adamov (německy Adamsthal) je malá část okresního města Trutnov. Nachází se asi 5 km na jihovýchod od centra Trutnova. Prochází zde silnice I/14. Původně se malá osada v údolí řeky Úpy nazývala V Ráji (německy Im Paradies), zřejmě po stejnojmenném hostinci. Původně osada patřila pod Bohuslavice nad Úpou, na konci 20. století byla i s Bohuslavicemi připojena k Trutnovu. Po roce 2000 byl Adamov od Bohuslavic oddělen a stal se samotnou částí města.
V průmyslovém věku zde byla vybudována textilní továrna, kolem které vznikla dělnická kolonie a několik bytových domů. I když řeka teče údolím nedaleko továrny, byl jez na řece postaven v sousedních Bohuslavicích a pro náhon prokopána vodní štola, sloužící dodnes. Od Bohuslavic je Adamov oddělen záhybem řeky, která obteká vysoký skalnatý ostroh. Právě jím protéká vodní náhon a o něco výše prochází i železniční tunel. Mezi nimi byl v 80. letech 20. století proražen i tunel, kterým vede horkovodní potrubí z Trutnova do Úpice. Avšak silnice I/14 musí dodnes ostroh obcházet známou Adamovskou zatáčkou. Adamov je nejnižším místem Trutnova s nadmořskou výškou cca 350-360 metrů a zřejmě jedinou částí města, kde už desítky let nebyl postaven žádný další dům.
Adamov leží v katastrálním území Bohuslavice nad Úpou o výměře 3,73 km2.

## Obyvatelstvo
| Rok            | 1869 | 1880 | 1890 | 1900 | 1910 | 1921 | 1930 | 1950 | 1961 | 1970 | 1980 | 1991 | 2001 | 2011 | 2021 |
| -------------- | ---- | ---- | ---- | ---- | ---- | ---- | ---- | ---- | ---- | ---- | ---- | ---- | ---- | ---- | ---- |
| Počet obyvatel | 0    | 0    | 0    | 0    | 247  | 0    | 182  | 0    | 0    | 92   | 133  | 103  | 112  | 85   | 74   |
| Počet domů     | 0    | 0    | 0    | 0    | 12   | 14   | 13   | 0    | 0    | 18   | 18   | 18   | 18   | 18   | 18   |